# Vlastimila Vlková
Vlastimila Vlková, vlastním jménem Vlastimila Martinová, později Vlastimila Martínková, (8. února 1908 Karlín – 17. března 2002 Praha) byla česká herečka a účetní.

## Životopis
Narodila se v Karlíně u Prahy a většinu života pracovala jako účetní. K filmu se dostala až v roce 1965 menší rolí ve snímku Intimní osvětlení. O dva roky později si zahrála ve filmu Miloše Formana Hoří, má panenko.
Nejvýrazněji se představila ve filmové trilogii Slunce, seno… režiséra Zdeňka Trošky, kde si zahrála roli starostlivé hospodyně Cecilky. Dále se také objevila ve filmech Petrolejové lampy, Vesničko má středisková, Jak básníci přicházejí o iluze, Jáchyme, hoď ho do stroje, Jak se budí princezny nebo v seriálech 30 případů majora Zemana, Synové a dcery Jakuba skláře a mnoha dalších. 
Zemřela 17. března 2002 v domově důchodců v Kubíkově ulici na Praze 8.

## Filmografie (výběr)
- Intimní osvětlení - babi
- Slunce, seno, jahody – Cecilka
- Jak básníci přicházejí o iluze - Masaříkova domácí
- Vesničko má středisková – bábi Pávková
- O princezně Jasněnce a létajícím ševci - stařenka
- Slunce, seno a pár facek – Cecilka
- Slunce, seno, erotika – Cecilka